# Liste der Baudenkmäler in Rieden am Forggensee
Auf dieser Seite sind die Baudenkmäler in der schwäbischen Gemeinde Rieden am Forggensee zusammengestellt. Diese Tabelle ist eine Teilliste der Liste der Baudenkmäler in Bayern. Grundlage ist die Bayerische Denkmalliste, die auf Basis des Bayerischen Denkmalschutzgesetzes vom 1. Oktober 1973 erstmals erstellt wurde und seither durch das Bayerische Landesamt für Denkmalpflege geführt wird. Die folgenden Angaben ersetzen nicht die rechtsverbindliche Auskunft der Denkmalschutzbehörde.
 Die Liste gibt den Fortschreibungsstand vom 13. Juli 2018 wieder und umfasst zwölf Baudenkmäler.

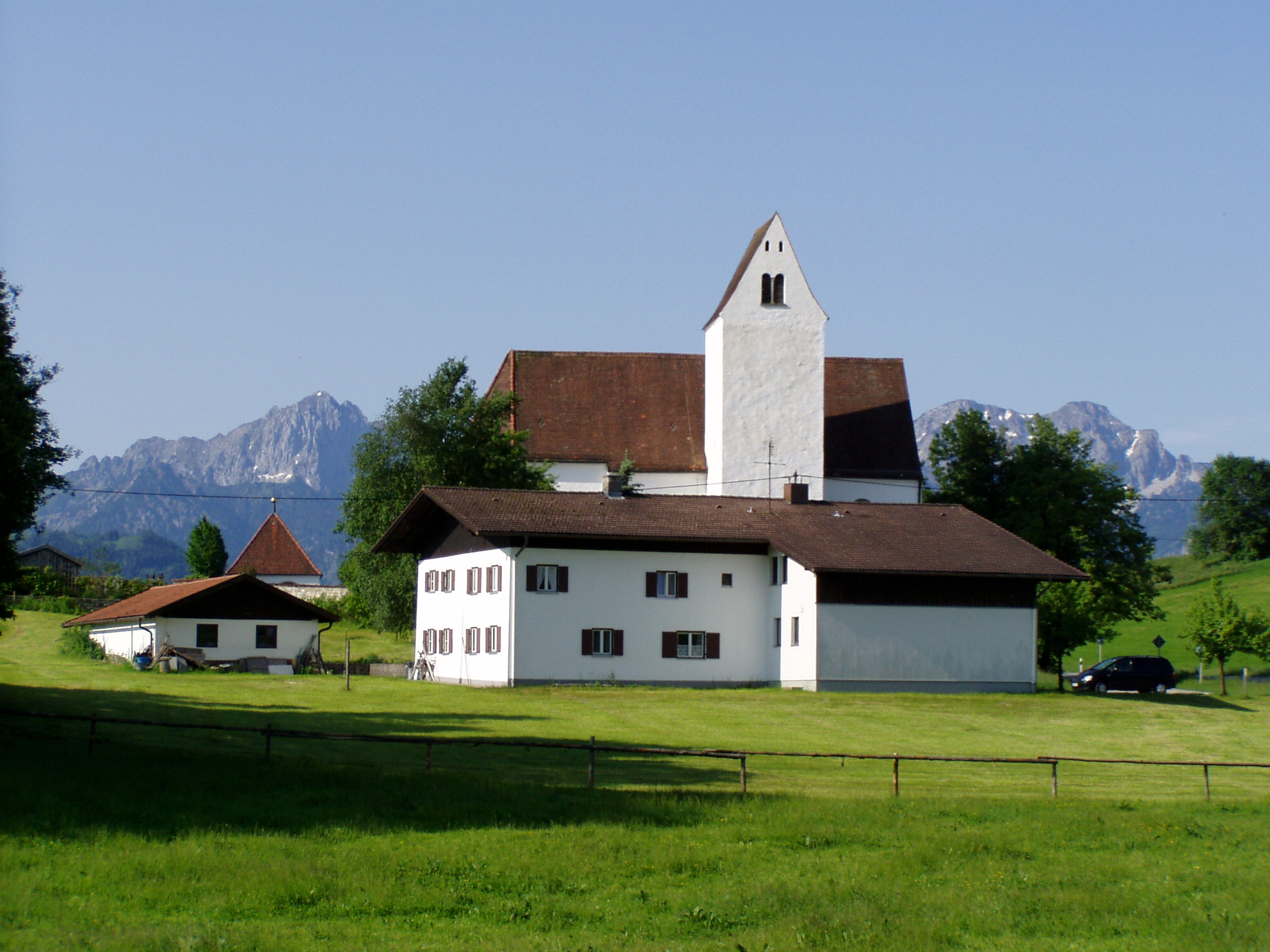
Kirche St. Urban bei Rieden am Forggensee

## Baudenkmäler nach Ortsteilen

### Rieden
| Lage                             | Objekt                                              | Beschreibung | Akten-Nr.              | Bild                               |
| -------------------------------- | --------------------------------------------------- | --- | ---------------------- | ---------------------------------- |
| August-Geier-Straße 1 (Standort) | Katholische Pfarrkirche zu den heiligen fünf Wunden | Kreuzförmiger Saalbau mit Satteldach und Nordturm mit Oktogon und geschwungener Haube, barock, 1687 Bau einer Kapelle, des jetzigen Chores, 1721 ff Anbau des Langhauses unter Leitung von Johann Georg Fischer, 1725 Weihe, 1894–96 Verlängerung nach Westen und Turmneubau nach Entwürfen von Hugo von Höfl, seit 1817 Pfarrkirche; mit Ausstattung. | D-7-77-163-3 Wikidata  | weitere Bilder                     |
| Nähe Bergweg (Standort)          | Getreidekasten                                      | Offener Blockbau mit Flachsatteldach und teilweise Bruchsteinmauerwerk, bezeichnet mit „1686“. | D-7-77-163-10 Wikidata | Getreidekasten                     |
| Brunnenstraße 6 (Standort)       | Wohnteil des ehemaligen Bauernhaus                  | Ehemaliger Mittertennbau, zweigeschossiger Flachsatteldachbau mit Schrägbalken, Anfang 19. Jahrhundert. | D-7-77-163-5 Wikidata  | Wohnteil des ehemaligen Bauernhaus |
| Brunnenstraße 7 (Standort)       | Bauernhaus                                          | Zweigeschossiger Flachsatteldachbau, im Kern 18. Jahrhundert, mit Haustafel, bezeichnet mit „1687“. | D-7-77-163-6 Wikidata  | weitere Bilder                     |
| Dietringer Straße 10 (Standort)  | Bauernhaus                                          | Zweigeschossiger Flachsatteldachbau mit kräftig profilierten Bügen, erste Hälfte 18. Jahrhundert. | D-7-77-163-8 Wikidata  | Bauernhaus                         |
| Dietringer Straße 18 (Standort)  | Bauernhaus                                          | Zweigeschossiger Flachsatteldachbau mit Fachwerkgiebel mit Taustabschnitzerei, drittes Viertel 18. Jahrhundert. | D-7-77-163-9 Wikidata  | weitere Bilder                     |
| Dietringer Straße 20 (Standort)  | Bauernhaus                                          | Zweigeschossiger Flachsatteldachbau mit Hakenschopf sowie zweiseitig verbrettert mit gestuftem Wetterschirm, im Kern zweite Hälfte 18. Jahrhundert. | D-7-77-163-11 Wikidata | Bauernhaus                         |
| Hintere Schöne 4 (Standort)      | Bauernhaus                                          | Mitterstallbau, zweigeschossiger Flachsatteldachbau mit Giebeltür, Tennbundwerk und profilierten Kopfbügen, angeblich bezeichnet mit „1828“. | D-7-77-163-12 Wikidata | weitere Bilder                     |
| Senteberg (Standort)             | Bildstock                                           | Nischenbau aus verputztem Bruchstein, wohl 18. Jahrhundert; mit Ausstattung. | D-7-77-163-14 Wikidata | Bildstock                          |
| Nähe St.-Urban-Straße (Standort) | Brunnen                                             | Gusseisernes quadratisches Becken mit Wappen und zentralem Wasserspeier in Form eines hexagonalen Pfeilers, bezeichnet mit „1871“. | D-7-77-163-13 Wikidata | weitere Bilder                     |

### Dietringen
| Lage                                                                        | Objekt         | Beschreibung                                                         | Akten-Nr.             | Bild           |
| --------------------------------------------------------------------------- | -------------- | -------------------------------------------------------------------- | --------------------- | -------------- |
| An der alten Staatsstraße nach Augsburg, die im Forggensee endet (Standort) | Kilometerstein | Nicht nachqualifiziert, im Bayerischen Denkmal-Atlas nicht kartiert. | D-7-77-163-2 Wikidata | weitere Bilder |

### Sankt Urban
| Lage                   | Objekt                    | Beschreibung | Akten-Nr.              | Bild           |
| ---------------------- | ------------------------- | --- | ---------------------- | -------------- |
| Sankt Urban (Standort) | Friedhofskirche St. Urban | Saalbau mit Nordturm und Steildächern, im Kern wohl Anfang 16. Jahrhundert, 1734–35 von Johann Georg Fischer barockisiert und erweitert, 1738 Weihe; mit Ausstattung. | D-7-77-163-16 Wikidata | weitere Bilder |

## Ehemalige Baudenkmäler
In diesem Abschnitt sind Objekte aufgeführt, die früher einmal in der Denkmalliste eingetragen waren, jetzt aber nicht mehr. Objekte, die in anderem Zusammenhang also z. B. als Teil eines Baudenkmals weiter eingetragen sind, sollen hier nicht aufgeführt werden. Aktennummern in diesem Abschnitt sind ehemalige, jetzt nicht mehr gültige Aktennummern.

| Lage                                | Objekt    | Beschreibung                             | Akten-Nr.             | Bild      |
| ----------------------------------- | --------- | ---------------------------------------- | --------------------- | --------- |
| Rieden Brunnenstraße 11 (Standort)  | Hausfigur | Kruzifix, zweite Hälfte 17. Jahrhundert. | D-7-77-163-7 Wikidata | Hausfigur |
| Dietringen Haus Nummer 3 (Standort) | Hausfigur | Wies-Christus, Mitte 18. Jahrhundert.    | D-7-77-163-1 Wikidata | Hausfigur |